# Декстер (Њујорк)
Декстер (енгл. Dexter) град је у америчкој савезној држави Њујорк.

## Демографија
По попису из 2010. године број становника је 1.052, што је 68 (-6,1%) становника мање него 2000. године.
| Група             | 2000.         | 2010.       |
| Белци             | 1.094 (97,7%) | 989 (94,0%) |
| Афроамериканци    | 3 (0,3%)      | 18 (1,7%)   |
| Азијати           | 5 (0,4%)      | 3 (0,3%)    |
| Хиспаноамериканци | 7 (0,6%)      | 20 (1,9%)   |
| Укупно            | 1.120         | 1.052       |